# Metale szlachetne

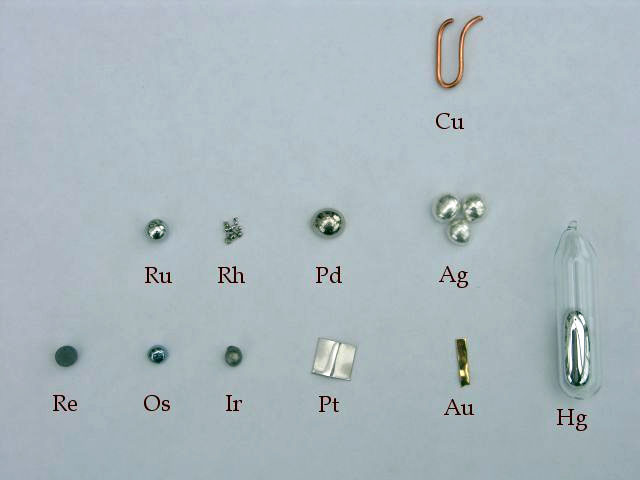
Próbki metali szlachetnych i półszlachetnych (zgodnie z ich położeniem w układzie okresowym)

Metale szlachetne – zwyczajowa nazwa metali odpornych chemicznie, do których zazwyczaj zalicza się platynowce (ruten, rod, pallad, osm, iryd i platynę) oraz dwa metale z grupy miedziowców: srebro i złoto (miedź, ze względu na nieco wyższą reaktywność, zalicza się do metali półszlachetnych), czasem także rtęć i ren. Określa się je także jako metale, które w szeregu napięciowym przyjmują wartości dodatnie (mają dodatni potencjał standardowy). Metale szlachetne zaliczają się do metali nieżelaznych ciężkich (o ciężarze właściwym powyżej 3,6 g/cm³).
Metale szlachetne bardzo słabo reagują z innymi pierwiastkami, przez co prawie nie ulegają korozji, nie roztwarzają się też w większości kwasów, nie reagują z wodą, ani z gorącą parą wodną; są odporne na działanie stężonego kwasu solnego i innych kwasów beztlenowych. Ponieważ nie wypierają wodoru z kwasów, ulegać mogą jedynie działaniu kwasów utleniających lub mieszanin kwasów z czynnikami utleniającymi, np. większość z metali szlachetnych można roztworzyć w wodzie królewskiej.
Ze względu na swą niską reaktywność chemiczną metale szlachetne mogą występować w przyrodzie w postaci rodzimej.